# انزو فررو
انزو فررو (انگلیسی: Enzo Ferrero؛ زادهٔ ۳ ژانویهٔ ۱۹۵۳) بازیکن سابق فوتبال اهل آرژانتین است که برای بوکا جونیورز در آرژانتین و اسپورتینگ خیخون در اسپانیا بازی کرد.
وی همچنین در تیم‌های ملی فوتبال زیر ۲۰ سال آرژانتین و آرژانتین بازی کرده‌است.